# 먹거리사랑시민연합
먹거리사랑시민연합은 농수산업에 대한 정보기술 제공과 보급, 농수산업의 활성화방안 및 유통구조의 개선, 농수산 관련 NGO시민단체와의 유대강화 및 지원 등을 목적으로 2006년 5월 12일 설립된 대한민국 농림수산식품부 소관의 사단법인이다. 사무실은 서울특별시 용산구 한강로1가 50-1 용산파크자이오피스텔 D동 403호에 있다.

## 주요 사업
- 바다의 날 기념 전국 중고등학생 독도사랑 시 낭송대회
- 전국 고등학생 농어촌문학상 작품 공모 및 시상행사
- 우리나라 염전-갯벌의 안전성 평가를 위한 환경호르몬 조사활동
- 전국 먹거리사랑운동본부의 ‘생명의 바다운동’ 캠페인 행사의 전개
- 염전의 생태, 안전성 및 문화적 보전을 위한 학술포럼 개최
- 전국 고등학생 바다-농어촌 사랑 청소년가요제 개최
- 먹거리 문화를 통한 문학과 삶 학술심포지엄 개최
- 《먹거리 문화》홍보잡지 발간 등